# Rolf Seel

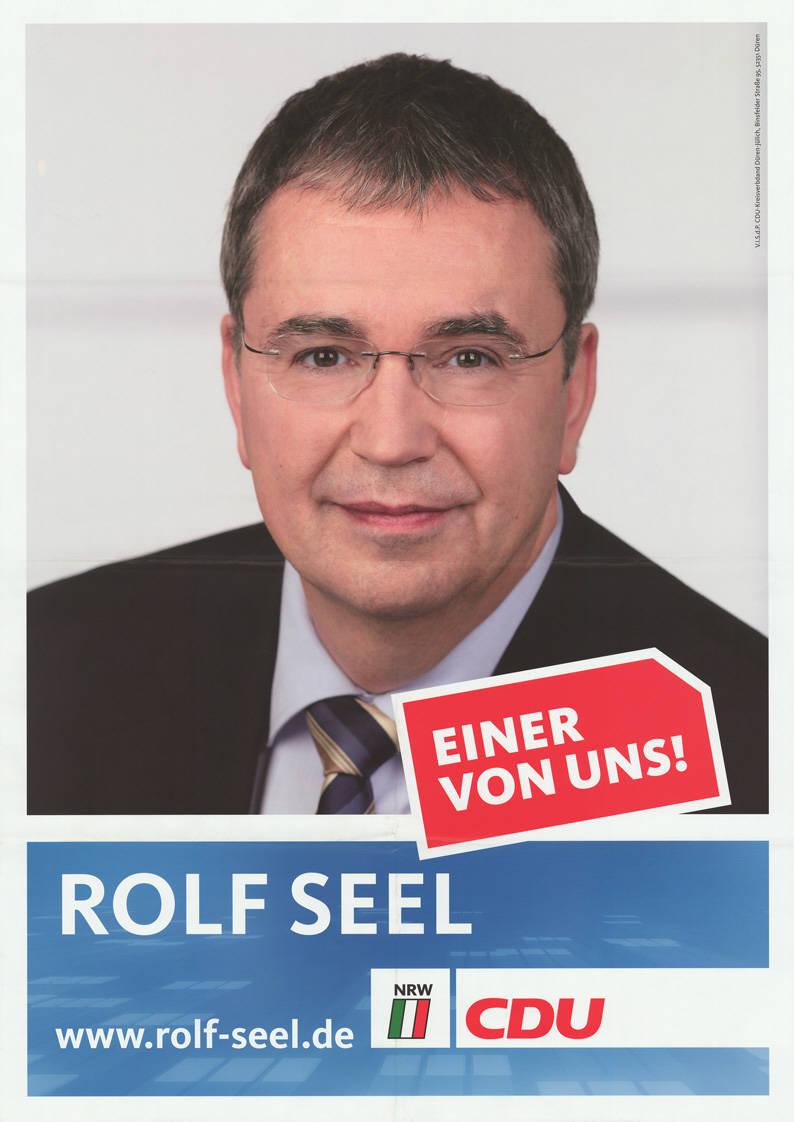
Rolf Seel auf einem Wahlplakat zur Landtagswahl 2010

Rolf Seel (* 28. Februar 1953 in Drove, Kreuzau) ist ein deutscher Politiker (CDU). Er war vom 1. Juni 1995 bis 31. Mai 2017 Abgeordneter des Landtags von Nordrhein-Westfalen.

## Leben
Seel machte nach der Fachhochschulreife im Jahr 1970 von 1971 bis zum Mai 1973 im Studiengang Diplom-Verwaltungswirt (FH) seinen Abschluss. Seit August 1970 war er Beamter des gehobenen nichttechnischen Dienstes und von August 1983 bis zum Einzug in den Landtag 1995 war er als Sportreferent verantwortlich für den Bereich Sport, jeweils bei der Stadt Düren. Im Jahr 2019 übernahm Seel den Vorsitz des Eifelvereins.

## Politik
Seel wurde im Januar 1975 Mitglied der CDU und war von 1978 bis 1984 Geschäftsführer des CDU-Gemeindeverbandes Kreuzau. Von 1984 bis 1999 war er stellvertretender Vorsitzender und seit dem Jahr 2000 ist er Vorsitzender des CDU-Gemeindeverbandes Kreuzau. Seit 1994 ist er Mitglied des Kreisvorstandes und seit 1999 Schatzmeister des Kreisverbandes Düren. Von 1996 bis 2003 war er stellvertretender Kreisvorsitzender der Kommunalpolitischen Vereinigung (KPV). Von 1989 bis 1991 war er stellvertretender Bürgermeister der Gemeinde Kreuzau. Er ist seit dem 1. Juni 1995 Abgeordneter des Landtags von Nordrhein-Westfalen, wo er von 1998 bis 2010 Vorsitzender des Haushaltskontrollausschusses war. Außerdem gehört er als ordentliches Mitglied dem Sportausschuss an. Seel wurde am 9. Mai 2010 mit 45,26 % der Stimmen im Landtagswahlkreis Düren II – Euskirchen II in den 15. Landtag von Nordrhein-Westfalen wiedergewählt. Bei der Landtagswahl in Nordrhein-Westfalen 2012 am 13. Mai 2012 wurde er in seinem Wahlkreis mit 38,83 % der Stimmen erneut wiedergewählt. Er war Mitglied des 16. Landtages in Nordrhein-Westfalen.